# Docalidia fabricii
Docalidia fabricii är en insektsart som beskrevs av Nielson 1979. Docalidia fabricii ingår i släktet Docalidia och familjen dvärgstritar. Inga underarter finns listade i Catalogue of Life.